# Hemichromis
Hemichromis é um gênero de peixes da família dos ciclídeos, conhecidos na aquariofilia como ciclídeos-jóia . Os ciclídeos-jóia são nativos da África . Na África Ocidental, as espécies de Hemichromis são encontradas em riachos, córregos, rios e lagos com uma variedade de qualidades de água diferente, incluindo lagoas de Água salobra.
O tamanho máximo descrito para as diferentes espécies de Hemichromis varia entre 6.5 to 26.5 cm (2.6–10.4 in) de comprimento total.  Os tamanhos máximos em aquários tendem a ser ligeiramente menores do que os alcançados na natureza.
Muitas espécies de Hemichromis possuem cores vivas, embora a coloração do corpo mais brilhante seja geralmente venha ganhar evidência durante o periodo de reprodução. O dimorfismo sexual é limitado, embora os ciclídeos macho sejam tipicamente mais coloridos e, em algumas espécies, eles possuembarbatanas anais, ventrais e dorsais mais pontiagudas. Em algumas espécies, como Hemichromis cristatus, as fêmeas podem chegar a ter uma coloração tão brilhante quanto a dos machos. Como a maioria dos ciclídeos, os ciclídeos-jóia são pais cuidadosos, tomando conta de seus filhotes. As espécies de Hemichromis normalmente formam casais reprodutores monogâmicos. A fêmea costuma desovar em uma superfície plana, como uma folha ou pedra. Ambos os pais guardam os ovos e participam da criação dos alevinos.

## Taxonomia

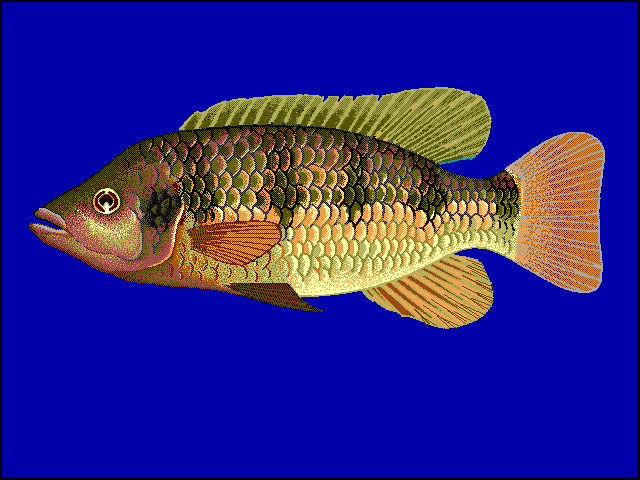
H. fasciatus, a maior espécie do gênero

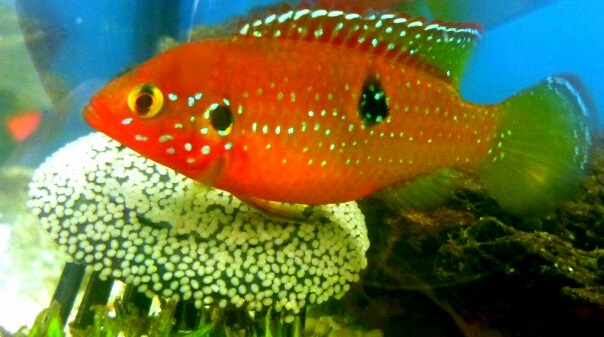
Uma fêmea de H. lifalili abanando seus ovos

Este gênero consiste em dois grupos distintos que possivelmente devem ser movidos em gêneros separados. O primeiro grupo, os chamados ciclídeos de cinco pintas (incluindo H. elongatus, H. faciatus e H. frempongi ), permaneceria no gênero Hemichromis, enquanto o restante, os verdadeiros ciclídeos joia, seriam movidos para seu próprio gênero .

### Espécies
Existem atualmente 13 espécies reconhecidas neste gênero: 
- Hemichromis angolensis Steindachner, 1865
- Hemichromis bimaculatus TN Gill, 1862 (Jewelfish)
- Hemichromis camerounensis Bitja-Nyom, Agnèse, Pariselle, Bilong-Bilong, Gilles & Snoeks, 2021
- Hemichromis cerasogaster ( Boulenger, 1899)
- Hemichromis elongatus ( Guichenot, 1861) (ciclídeo de joia em faixas)
- Hemichromis exsul ( Trewavas, 1933) (Turkana jewel cichlid)
- Hemichromis fasciatus WKH Peters, 1857 (peixe-jóia-bandado, ciclídeo de cinco manchas)
- Hemichromis frempongi Loiselle, 1979
- Hemichromis guttatus Günther, 1862
- Hemichromis letourneuxi Sauvage, 1880
- Hemichromis lifalili Loiselle, 1979
- Hemichromis saharae Sauvage, 1880
- Hemichromis stellifer Loiselle, 1979

## Cuidados com o aquário
Os ciclídeos-jóia não são adequados para iniciantes, nem para o aquário comunitário padrão. Vários espécimes jovens podem ser mantidos em um aquário espaçoso, com pedras e madeira para cobertura até que um par se forme antes da reprodução. Sua agressividade inata os torna bons candidatos para serem mantidos em um aquário monoespécie, porém isso depende de uma série de fatores semelhantes a todos os peixes ciclídeos tropicais; espaço territorial, outros habitantes aquáticos, dieta e frequência de alimentação e layout do tanque.
Os ciclídeos-jóia são onívoros e comem alimentos vivos e flocos de peixe.

### Configuração do Tanque
Aqui estão algumas diretrizes gerais para a criação de um tanque para Jewel Cichlid
- Tamanho do tanque: Um tamanho mínimo de tanque de 30 galões é recomendado para um par de ciclídeos Jewel, com 10 galões adicionais para cada peixe adicional.
- Parâmetros da água: Os peixes preferem água ligeiramente ácida a neutra (pH 6,5-7,5) com uma faixa de temperatura de 75-82 °F. Mantenha a água limpa realizando trocas regulares de água (20-30% a cada 2 semanas).
- Substrato e Decorações: Os ciclideos gostam de cavar, então um substrato de cascalho fino ou areia é recomendado. Eles também gostam de ter muitos esconderijos e territórios para reivindicar, então coloque pedras, cavernas e troncos no tanque.
- Filtração e Aeração: Um bom sistema de filtragem é importante para manter a boa qualidade da água no tanque. A aeração também é recomendada para aumentar a oxigenação e o fluxo de água.
- Companheiros de tanque: Os peixes podem ser agressivos e territoriais, por isso é melhor mantê-las com peixes de tamanho semelhante e igualmente agressivos. Outras espécies de ciclídeos, como Convicts, Green Terrors e Firemouth, podem ser bons companheiros de tanque.
- Alimentação: Os Ciclideos joias são onívoras e comem uma variedade de alimentos, incluindo pellets, flocos, alimentos congelados e alimentos vivos. Ofereça uma mistura desses alimentos para fornecer uma dieta balanceada.